# مصر في الألعاب الأولمبية الصيفية 1956
قاطعت مصر الألعاب الأولمبية الصيفية 1956 في ملبورن، أستراليا، بسبب تورط المملكة المتحدة وفرنسا في أزمة السويس. أما فعاليات الفروسية لعام ١٩٥٦، فقد أُقيمت في ستوكهولم، السويد، قبل خمسة أشهر من انطلاقها، بسبب إجراءات الحجر الصحي الأسترالية، وشارك ثلاثة فرسان مصريين في منافسات قفز الحواجز. ولم يفز أيٌّ من الفرسان بميداليات فردية، ولم يتمكنوا من المشاركة في منافسات الفرق بسبب فشل أحد الفرسان في إنهاء البطولة الفردية.

## خلفية
قبل عام 1956، أرسلت مصر رياضيين إلى ست نسخ من الألعاب الأولمبية الصيفية ودورة الألعاب الأولمبية الشتوية لعام 1906.قاطعت مصر، إلى جانب كمبوديا والعراق ولبنان، دورة الألعاب الأولمبية 1956، التي أقيمت في ملبورن، أستراليا، احتجاجًا على تورط بريطانيا وفرنسا في أزمة السويس، حيث دعمتا غزو إسرائيل لمصر في محاولة لاستعادة السيطرة على قناة السويس المؤممة حديثًا. فعاليات الفروسية, ومع ذلك، فقد أقيمت قبل عدة أشهر من بقية الألعاب في ستوكهولم، السويد، بسبب لوائح الحجر الصحي للخيول الأسترالية التي منعتها من إقامتها في ملبورن. سمح هذا لثلاثة فرسان مصريين بالتنافس في دورة الألعاب الأولمبية عام 1956.

## الفروسية

### القفز على الحواجز
تنافس الفرسان المصريون الثلاثة، عمر الحضري على صهوة "أور"، وجمال حارس على صهوة "نفرتيتي 2"، ومحمد سليم زكي على صهوة "إن شاء الله"، بشكل فردي وضمن فريق في منافسات القفز. كان زكي وحارس من قدامى الفرسان في دورة الألعاب الأولمبية الصيفية لعام ١٩٥٢، ومثلا الجمهورية العربية المتحدة في نسخة 1960. They finished ninth and joint-21st (مع أندريه فافورسكي) على التوالي في بطولة القفز الفردي عام 1956. فشل الحضري، في ظهوره الأولمبي الوحيد، في إنهاء الجولة الثانية، مما أدى أيضًا إلى عدم وضع مصر في مسابقة الفرق.

## روابط خارجية
- (بالإنجليزية) مصر في دورة الألعاب الأولمبية السابعة عشرة صحيفة حقائق مرجعية رياضية.